# Jean Govaerts
Jean Govaerts (Schoten, 1 de setembro de 1938) é um ex-ciclista belga que competia em provas de pista. Representou seu país, Bélgica, nos Jogos Olímpicos de Verão de 1960 na corrida de 1 km contrarrelógio, terminando na sétima posição.